# 高橋撰功
高橋宣光（たかはし せんこう、1966年- ）は東京都出身のイラストレーター及びアーティストである。
多摩美術大学（旧多摩芸術学園）を卒業後、ニューヨーク・マンハッタンに渡米し、グラフィックデザイナーとして活躍。その後帰国し、アーティストとして活動を開始した。1995年、二科展に初出展。以来10年連続で入選を果たした。美人画、美容関係や展示会のポスター、ワインのラベルをはじめ、基準が厳しいとされるディズニー関係のイラストなどを手掛けている。

## 主な実績
- 17才で池袋西武デパートにて2人展開催・18才で吉祥寺にて個展開催
- 1985年　イラストレーション（玄光社）チョイス準入選
- 1986年　クレセントボードイラストコンペで入選
- 1995年　第80回二科展　初出品初入選　以後連続10年入選
- 1997年　 第1回二科会春季展で選抜出品　アーテックスTOKYO'97で賛助作家として出品　AKIN展出品/第82回二科展で2点入選  第47回デザインフェスタCHIBA'97で千葉商工会議所会頭賞受賞 他3点入選/第4回アーチ大賞展で優秀賞受賞   1998年　第48回デザインフェスタCHIBA'98で奨励賞受賞
- 2001年　 アーティストプロデュースプロジェクト[LE  NOUVEL  ART]で準グランプリ受賞 二科会春季展で選抜出品
- 2002年　 表参道ハナエモリオープンギャラリーで展覧会開催(7月〜8月）（株）玄光社刊（イラストレーションＮｏ.138）ハナエモリビル展覧会 関連記事掲載
- 2003年 　マガジンハウスで展覧会開（株）玄光社刊（イラストレーションファイルデジタル'03）現在まで継続掲載
- 2004年     日本テレビ開局50年記念特別番組・ビートたけし氏司会『レオナルド・ダ・ヴィンチの秘密』出演　/第2回アートアカデミー賞入選
- 2006年  （株）講談社（オトコが女になるとき）新刊表紙 （株）テンヨー（ディズニー・マレフィセント、ブルーフェアリー）パズル原画　第33回 国際福祉機器展（9月・東京ビッグサイト）ポスター制作/（株）玄光社刊（イラストレーションＮｏ.163）国際福祉機器展 関連記事掲載
- 2007年   ディズニーランド・シー（来場者限定クリップ・ボタン）デザイン制作（'07.1〜'08.1）  　　　　  ワインラベル制作（美人画/スペイン産（赤）07.6/20・ドイツ産（白）07.12/25発売）
- 2008年  （株）コカ・コーラ「紅茶花伝」サイトゲーム「乳王」イラスト  　　　　  （株）やのまん　パズル「光彩・薫風」発売（08.8.8）　仏像シリーズ「輝神」発売 フランス国内で販売開始（光彩・薫風・輝神）  　　　　  （株）講談社「ディズニー・マジカルダンス」イラスト制作
- 2009年  （株）竹書房「艶剣客」発売 ジグソーパズル「舞花・飛翔」発売 他、フランス・シンガポール・台湾で発売  　　　　　アートコレクションハウス銀座にて展覧会開催（11/27〜29）
- 2010年  （株）竹書房「艶剣客」全10巻突破　新東宝（株）で映画化第1弾
- 2011年  （株）ベストセラーズ・歴史人「大奥主要人物列伝・10人」イラスト制作  　　　　　倖田來未・全国ツアー「デジャヴ」ステージデザイン                （株）竹書房「艶剣客」全15巻完結　累計30万部突破　新東宝（株）で映画化第２弾
- 2012年   本国ディズニーから承認を受け、公認アーティストとしてディズニーアートを制作開始  　　　　　（株）玄光社刊「イラストレーション No.196」で表紙と特集でディズニーアート掲載  　　　　　日本テレビ 「スッキリ！！」 にディズニー公認アーティストとして出演
- 2014年   日本テレビ 「スクール革命」 出演　リクルート「R25」で特集される